# Uroobovella flagelligerformis
Uroobovella flagelligerformis es una especie de arácnido del orden Mesostigmata de la familia Urodinychidae.

## Distribución geográfica
Se encuentra en Nueva Escocia (Canadá).